# Quartz Composer
Quartz Composer är ett av de program som ingår i programpaketet Xcode från Apple Computer. Det behövs ingen erfarenhet av programmering för att använda Quartz Composer eftersom det är programmet som kodar filen. Quartz composer använder sig av filformatet .qtz som är baserat på Quartz 2D, Core Image, Core Video, OpenGL, QuickTime, MIDI System Services, och RSS. Quartz-Composer-filer kan användas som skärmsläckare för Macintosh om filen läggs i /system/libary/screensavers/.